# Pappardelle
Pappardelle (singular: pappardella) é um tipo de massa cortada em tiras largas, similar a um fettuccine mais largo, geralmente servido com molho à base de carne. O nome deriva do verbo “pappare,” que em italiano significa engolir. A massa fresca tem 13 mm de largura e é feita com farinha, ovo e sal (geralmente um ovo para cada 100 g de farinha). É originário da região da Toscana.

## Pratos
Pratos feitos com pappardelle incluem o pappardelle à bolonhesa ou pappardelle ao ragu.